# 1902 na música

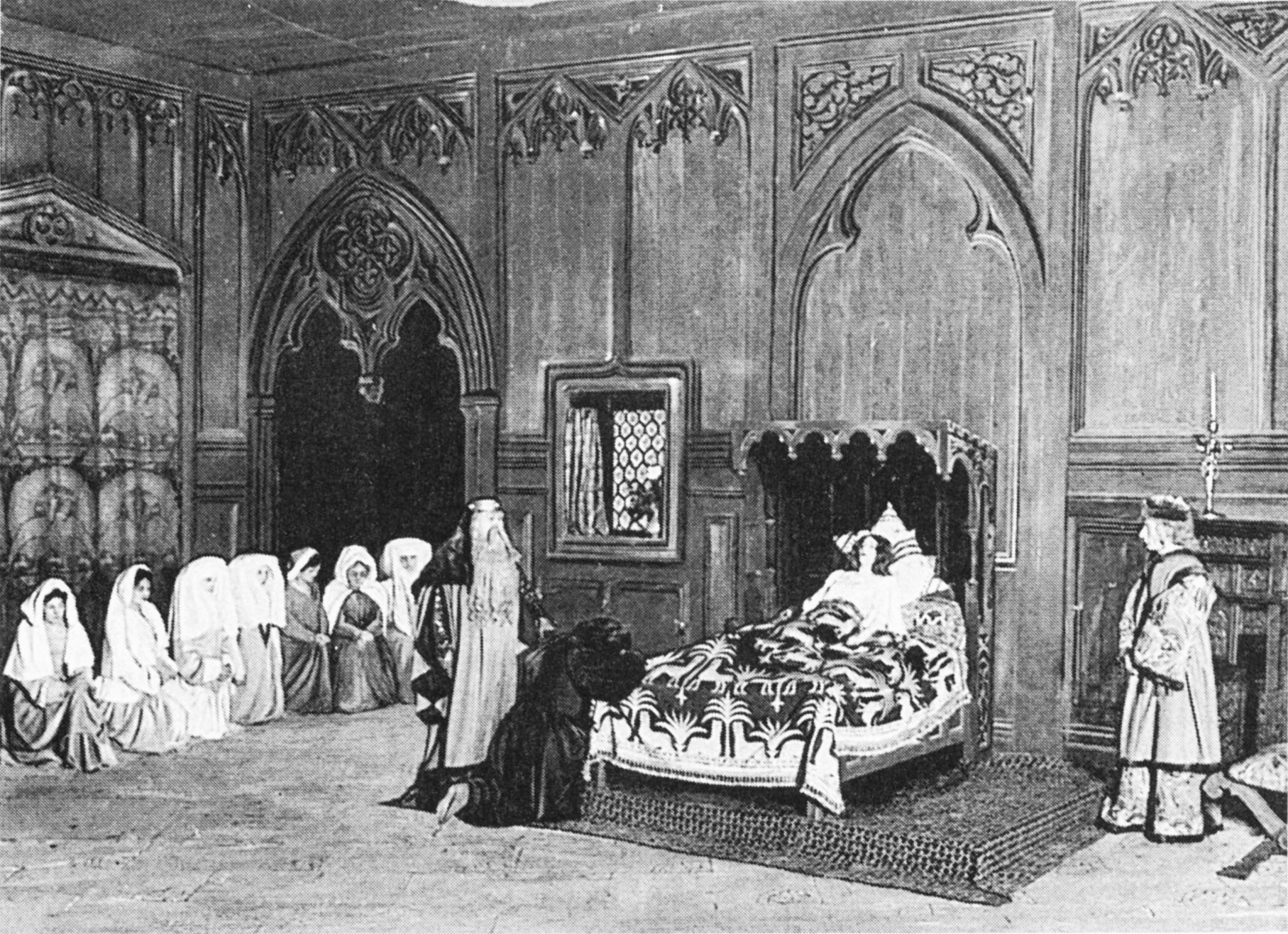
Fotografia do Ato 5 da produção original de 1902 de Pelléas et Mélisande de Debussy, publicada no Le Théâte, junho de 1902.

## Nascimentos
| Data        | Nome            | Profissão            | Nacionalidade  | Observações | Ref |
| ----------- | --------------- | -------------------- | -------------- | ----------- | --- |
| 21 de Março | Son House       | cantor e guitarrista | Estados Unidos | m. 1988     |     |
| 22 de Abril | Elsie Houston   | soprano              | Brasil         | m. 1943     |     |
| 11 de Maio  | Bidu Sayão      | soprano              | Brasil         | m. 1999     |     |
| 28 de Junho | Richard Rodgers | compositor           | Estados Unidos | m. 1979     |     |

## Mortes
| Data           | Nome                | Profissão                        | Nacionalidade | Observações | Ref |
| -------------- | ------------------- | -------------------------------- | ------------- | ----------- | --- |
| 16 de Dezembro | Camille Saint-Saëns | compositor, pianista e organista | França        | n. 1835     |     |